# Ascalenia staurocentra
Ascalenia staurocentra is een vlinder uit de familie prachtmotten (Cosmopterigidae). De wetenschappelijke naam van deze soort is voor het eerst geldig gepubliceerd in 1915 door Meyrick.
De soort komt voor in tropisch Afrika.